# Nashville Skyline Rag
Nashville Skyline Rag – instrumentalny utwór skomponowana przez Boba Dylana, nagrany przez niego w lutym 1969 i wydany na albumie Nashville Skyline w kwietniu tego samego roku.

## Historia i charakter utworu
Utwór ten jest jednym z niewielu instrumentalnych utworów skomponowanych przez Boba Dylana. Został nagrany na trzeciej sesji do albumu 17 lutego 1969 r. Plonem tej sesji były także: „Tonight I'll Be Staying Here with You”, „One Too Many Mornings”, „I Still Miss Someone” i „Don’t Think Twice, It’s All Right”. Na albumie Nashville Skyline znalazł się tylko „Tonight I'll Be Staying Here with You”. „One Too Many Mornings” i „I Still Miss You” ukazały się w 30 lat później (wraz z innymi piosenkami z sesji do Nashville Skyline) na albumie firmowanym przez Johnny’ego Casha i Boba Dylana Songs from the Real America.
Niektórzy krytycy uważają tę kompozycję za dość wdzięczny wypełniacz albumu. Jednak zważywszy, że jest to najkrótszy album Dylana, trwający zaledwie 27 minut, wstawienie tego utworu do albumu, tym bardziej podkreśla kryzys twórczy artysty.
Utwór nigdy nie był wykonywany przez Dylana na koncertach.

## Muzycy
- Bob Dylan – gitara, harmonijka, wokal, pianino
- Charlie McCoy – gitara basowa
- Kenneth Buttrey – perkusja
- Pete Drake – elektryczna gitara hawajska
- Norman Blake – gitara
- Bob Wilson - pianino

Nie został wymieniony:
- Earl Scruggs – 5-strunowe bandżo

## Wersje innych artystów
- Earl Scruggs i Bob Dylan – Earl Scruggs Performs with His Family and Friends (1971); The Essential Earl Scruggs (2004)
- Lester Flatt i Earl Scruggs – Final Fling (1970)
- Mike Blatt Orchestra – Portrait of Bob Dylan (1972)
- Dixie Flyers – Just Pickin' (1979)